# 미즈키 아리사
미즈키 아리사(일본어: 観月 ありさ みづきありさ[*], 영어: Mizuki Arisa, 1976년 12월 5일 ~ )는 일본의 배우, 가수이다. 도쿄도 네리마구에서 태어났다. 4살 때부터 광고나 잡지 모델로 활동했고, 1991년에 배우, 가수로 데뷔했다.

## 출연

### 드라마
- 《귀가일기》 (2005년) 야마자키 사나에 역
- 《CA라고 불러!》 (2007년) 야마다 사에 역
- 《귀가일기 2: 괜찮은 목욕탕이네》 (2007년) 야마자키 사나에 역
- 《사이토씨》 (2008년) 사이토 마사코 역
- 《OL 일본》 (2008년) 칸자키 시마코 역
- 《여기는 잘나가는 파출소》 (2009년 8월 15일) 3화 게스트
- 《독신》 (2009년) 아키야마 사토미 역
- 《사자에상》 (2009년) 사자에 역
- 《천사의 몫》 (2010년) - 사카시타 쿠루미 역
- 《사자에상 시즌 3》 (2011년) - 사자에 역
- 《하나와가의 네자매》 (2011년) - 하나와 타케미 역
- 《Answer~ 경시청 검증 수사관》 (2012년) - 신카이 아키라 역
- 《사이토상 2》(2013년)

## 기타
- 자신의 매력 포인트는 '차가운 코'라고 한다.
- 고민되는 점은 스마트폰을 눌러도 반응하지 않는다는 점이라고 한다.